# アチェ津波博物館
アチェ津波博物館（アチェつなみはくぶつかん、インドネシア語: Museum Tsunami Aceh）は、インドネシア・スマトラ島北部アチェ州バンダ・アチェにある博物館である。甚大な津波被害をもたらしたスマトラ島沖地震 (2004年)を記念して2009年に開館した。
建物は4階建てで、1階から回廊を上がって津波襲来を追体験できるようなつくりになっており、また避難所としても利用できる。
2016年1月16日、和歌山県広川町の防災教育施設稲むらの火の館と協力協定を結んだ。